# Grigor Ier Mamikonian
Pour les articles homonymes, voir Grigor Mamikonian.
Grigor ou Grégoire Ier Mamikonian est un prince d'Arménie de 662 à 685,, à l’époque de la domination de l'Arménie par les Arabes

## Biographie
Fils du nakharar Davit Mamikonian et frère de Hamazasp IV Mamikonian, il est otage à Damas lorsque les nakharark arméniens et le patriarche Nersès III d'Ichkhan rétabli en 658 le demandent au Calife comme chef de la nation à la place de son frère.
Muawiya Ier accepte de le nommer gouverneur car c’est « un homme bienfaisant, distingué par les qualités de l’esprit, juste, tranquille et doux ». Son administration est en effet pacifique et bienfaisante et il se consacre à des constructions pieuses et collabore activement avec les trois patriarches contemporains qui dirigent l’Église arménienne : Anastase Ier d'Akori, Israël Ier d'Otmous et enfin Sahak III de Dzorapor.
Grégoire Mamikonian reste célèbre dans l’histoire religieuse arménienne pour avoir transféré de Thordan à Valarchapat les restes de saint Grégoire l’Illuminateur. Son épouse Mariam, une princesse d’Albanie du Caucase, obtient même pour son neveu Varaz-Terdat Ier d’Albanie du Caucase (680-699) le maxillaire du saint.
En 681, après vingt ans de paix, les Arméniens, les Ibères et les Aghouans mettent à profit les guerres civiles qui ravagent le califat pour se révolter et le pays se trouve alors affranchi de la tutelle musulmane pendant trois ans,. Mais dans la quatrième année d’indépendance, Grigor Mamikonian doit faire face à l’offensive des Khazars qui mettent à profit eux aussi la faiblesse des Arabes pour envahir la Transcaucasie et piller le nord de l'Arménie. Grigor Mamikonian est tué dans la rencontre en 685. 
Le titre de prince d’Arménie passe alors à Achot, représentant de la famille rivale des Bagratouni.

## Postérité
De son épouse Hélène (morte en 670), fille du Varaz Grégoire, prince d’Albanie du Caucase, il ne laisse pas de descendance.